# Siri Stening
Siri Maria Stening, född 12 januari 1918 i Österhaninge, Stockholms län, död 27 april 2020 i Brännkyrka distrikt, Stockholm, var en svensk målare.
Hon var dotter till lantbrukaren Gustaf Albert Eriksson och Alma Vilhelmina Sundberg och från 1948 gift med ingenjören Sven Arne Stening. Hon arbetade först som sömmerska och arbetsledare inom konfektionsindustrin 1938–1948. På kvällstid studerade hon måleri och modellteckning vid olika kursverksamheter 1945–1947 därefter studerade hon vid Stockholms konstskola 1959–1962 och vid Gerlesborgsskolan 1963. Hon medverkade i Liljevalchs Stockholmssalonger. Hennes konst var till en början realistiska motiv med stilleben och landskapsskildringar men i mitten av 1960-talet övergick hon till ett mer nonfigurativt måleri.